# HD Tune
HD Tune — утилита для работы с жёстким диском и SSD, включающая в себя такие функции как определения эксплуатационных качеств диска, сканирование на ошибки, проверка состояния здоровья S.M.A.R.T., надёжное удаление всех данных и многое другое.

## История
Первая версия HD Tune Pro появилась 12 февраля 2008 года. В версии 4.00, вышедшей 28 декабря 2009 года, появилась поддержка дисков более 2 Тбайт и добавлены тест быстрого чтения/записи и тест кэша. Версия 5.70 вышла 4 августа 2017 года, в которую добавили поддержку Windows 10. С выходом версии 6.00 14 апреля 2024 года в программе появилась поддержка NVMe накопителей.

## Возможности
Сравнительные возможности коммерческой (HD Tune Pro) и бесплатной (HD Tune) версий:
|                                                          | HD Tune Pro | HD Tune |
| -------------------------------------------------------- | ----------- | ------- |
| Низкоуровневый тест производительности                   |             |         |
| чтение                                                   |             |         |
| запись                                                   |             |         |
| Подробная информация о диске                             |             |         |
| Здоровье (S.M.A.R.T.)                                    |             |         |
| файл отчёта                                              |             |         |
| Сканирование на ошибки                                   |             |         |
| журнал ошибок                                            |             |         |
| Просмотр папок                                           |             |         |
| Безопасное удаление                                      |             |         |
| Тест файловой производительности                         |             |         |
| Дополнительные тесты                                     |             |         |
| Тест кэша                                                |             |         |
| Мониторинг диска                                         |             |         |
| ААМ                                                      |             |         |
| Параметры командной строки                               |             |         |
| Поддержка внешних жёстких дисков (здоровье, температура) |             |         |
| Мониторинг температуры                                   |             |         |
| Самодиагностика S.M.A.R.T.                               |             |         |
| Статистические данные устройства                         |             |         |
| Проверка состояния здоровья нескольких дисков            |             |         |